# Newcastle KB United
Newcastle KB United – australijski klub piłkarski z siedzibą w mieście Newcastle, założony w roku 1977, od roku 1978 występował w National Soccer League (NSL), aż do momentu rozwiązania klubu w roku 1984. Wówczas licencja zespołu została przejęta przez drużynę Adamstown Rosebuds FC, która w NSL występowała pod nazwą Newcastle Rosebud United.

## Statystyki sezonów w NSL[1]
| Sezon | Miejsce      | Mecze | Wygrane | Zremisowane | Przegrane | Bramki    | Punkty |
| ----- | ------------ | ----- | ------- | ----------- | --------- | --------- | ------ |
| 1978  | 11           | 26    | 6       | 10          | 10        | 33 - 40   | 22     |
| 1979  | 6            | 26    | 11      | 9           | 6         | 43 - 30   | 32     |
| 1980  | 6            | 26    | 12      | 6           | 8         | 32 - 31   | 30     |
| 1981  | 10           | 30    | 11      | 8           | 11        | 41 - 41   | 30     |
| 1982  | 12           | 30    | 10      | 7           | 13        | 43 - 52   | 27     |
| 1983  | 5            | 30    | 14      | 7           | 9         | 45 - 26   | 49     |
|       | Podsumowanie | 168   | 64      | 47          | 57        | 237 - 220 | 190    |